# Smrk liťiangský
Smrk liťiangský (Picea likiangensis) je druh jehličnatého stromu původem z Asie. Jméno je odvozeno od názvu Li-ťiang, což je město a městská prefektura v čínské provincii Jün-nan, Li-ťiang je také řeka v Číně. V literatuře se častěji setkáme s variantou českého jména smrk li-ťiangský. Podle pravidel je však správné přídavné jméno bez spojovníku, podobně jako od jména Chang-čou je přídavné jméno changčouský a nikoliv chang-čouský.

## Popis

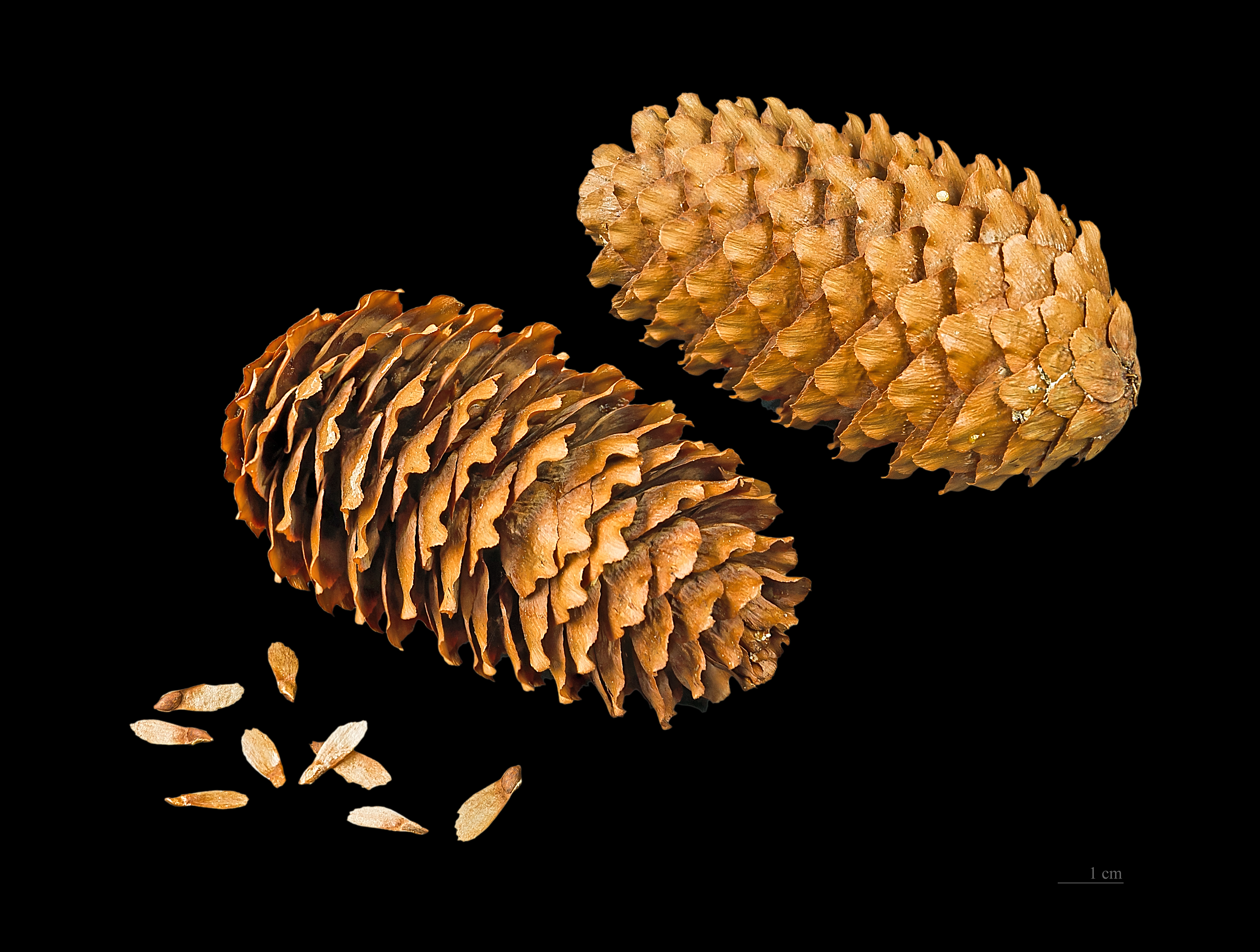
Šišky a semena

Jedná se o strom, který dorůstá až 50 m výšky a průměru kmene až 2,5 m. Borka je šedá až šedohnědá, u starších exemplářů rozpraskaná do šupin. Větvičky mají žlutou až žlutohnědou barvu, později žlutošedé až šedé, často řídce až hustě pýřité, vzácněji i žláznaté. Jehlice jsou na průřezu široce kosočtverečné až skoro ploché, asi 0,6−1,5 cm dlouhé a asi 1-1,5 mm široké, na vrcholu špičaté až tupé. V barvě a velikosti samičích šišek je variabilní, záleží na varietě, mohou být zelené, nažloutlé, rezavě hnědé až purpurové, za zralosti pak purpurové, hnědé, rezavě či purpurově hnědé, asi 4–12 cm dlouhé a asi 1,7–3,5 cm široké. Šupiny samičích šišek jsou za zralosti kosočtverečně vejčité, asi 15–26 mm dlouhé a asi 10–17 mm široké, horní okraj zubkatý až zvlněný, protažený v trojúhelníkovitou špičku. Semena jsou křídlatá, křídla bledě hnědá.

## Variabilita
Jedná se o značně variabilní druh, je rozlišováno více variet, které se liší barvou a velikostí šišek a dalšími znaky.
- Picea likiangensis var. hirtella (syn.: Picea balfouriana var. hirtella (Rehder et Wilson) Cheng).
- Picea likiangensis var. likiangensis
- Picea likiangensis var. linzhiensis
- Picea likiangensis var. montigena
- Picea likiangensis var. rubescens (syn.: Picea balfouriana Rehder et Wilson)

Je sem včleněn i Picea balfouriana, který někteří autoři dříve považovali za samostatný druh. Druh Picea purpurea byl v minulosti některými autory řazen jako varieta sem, nyní ho většina autorů považuje za samostatný druh.

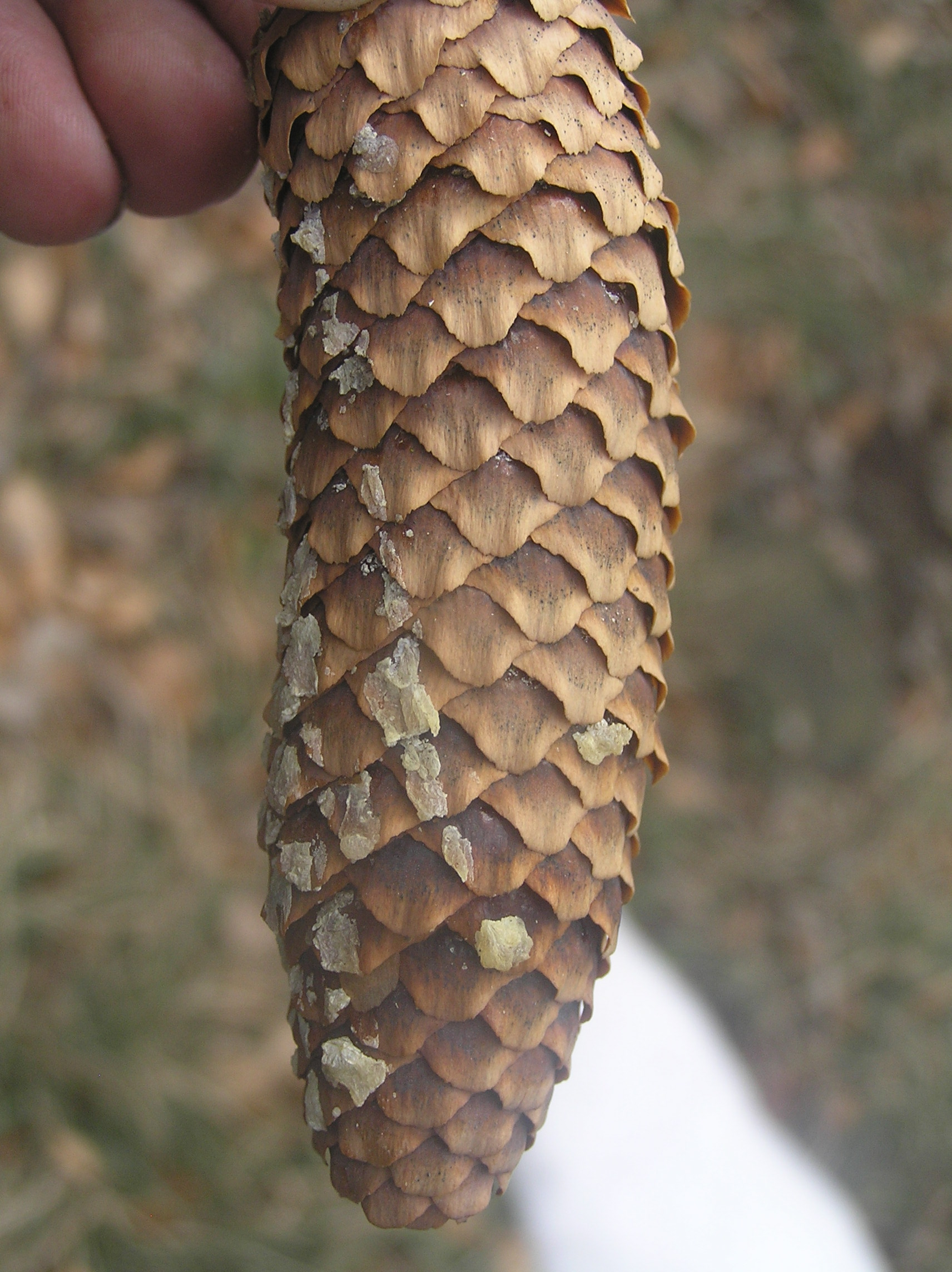
Šiška smrku liťiangského
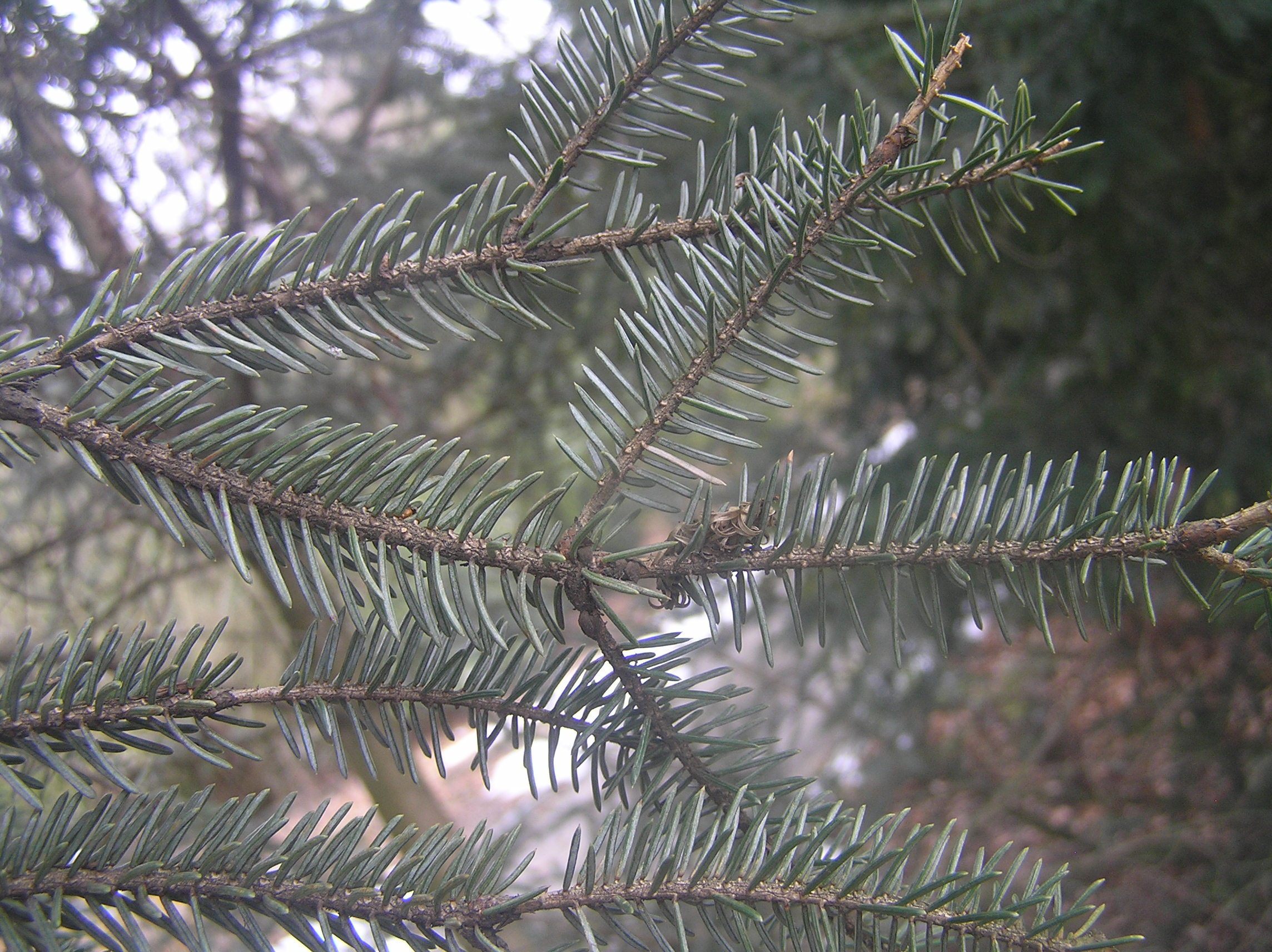
Větvička

## Rozšíření
Smrk liťiangský se přirozeně vyskytuje v jihozápadní Číně, a to na jihu provincie Čching-chaj, na jihu a západě provincie S’-čchuan, ve východním Tibetu a na severozápadě provincie Jün-nan, přesahuje až do Bhútánu.

## Ekologie
Smrk liťiangský je důležitou součástí místních lesů, tvoří smrčiny, často smíšené s dalšími dřevinami. V provincii S’-čchuan jsou to např. Abies georgei, Abies forrestii, Abies fabri, Abies ernestii, Abies faxoniana, Abies squamata, Picea purpurea, Picea asperata, Larix potaninii a některé listnaté příměsi. Na severozápadě provincie Jün-nan vytváří často smrčiny společně s druhem Picea brachytyla. Také na porosty s dominancí smrku liťiangského působí přírodní procesy jako je vítr, místy je napadán poloparazitickou rostlinou Arceuthobium sichuanense, při větším napadaní dochází až k úhynu stromů, popř. v součinnosti s dalšími činiteli. Také je napadán různými druhy kůrovců, např. z rodu Dendroctonus nebo Ips.

## Využití
Ve střední Evropě ho potkáme jen výjimečně v arboretech, např. v Průhonicích